# Décennie 1620 en architecture
| Années de l'architecture : 1617 - 1618 - 1619 - 1620 - 1621 - 1622 - 1623    |
| Décennies de l'architecture : 1590 - 1600 - 1610 - 1620 - 1630 - 1640 - 1650 |

Cet article présente les faits marquants de la décennie 1620 en architecture.

## Événements
- 18 mai 1624 : Bernard de Nogaret de La Valette et Louis de Guyard, vicaire général, posent la première pierre de la nouvelle église église Notre-Dame-de-Bonne-Nouvelle de Paris, détruite en 1591 par la Ligue lors du siège de Paris par Henri IV. En avril 1628, la reine Anne d'Autriche pose la première pierre du chœur[1]

- 28 juin 1624 : Louis XIII pose la première pierre du pavillon de l'Horloge au Louvre, construit par Jacques Lemercier[2].
- 3 juillet 1624 : Anne d'Autriche pose la première pierre du cloître du Val-de-Grâce[3].

- 30 juillet 1626 : Richelieu approuve les plans du nouveau collège de la Sorbonne de Paris, dessinés par Jacques Lemercier[4]. La construction commence le 18 mars 1627 et le gros œuvre est presque terminé à la mort du cardinal en 1642[5].

- 18 novembre 1626 : le pape Urbain VIII consacre la basilique Saint-Pierre de Rome construite entre autres par Michel-Ange et Le Bernin[6].

- 1er août 1628 : pose de la première pierre des bâtiments du nouveau collège de Clermont à Paris, bâtis sur les plans de l'architecte Augustin Guillain[7].

- 30 janvier 1629 : mort de Carlo Maderno ; Le Bernin lui succède à la direction du chantier de Saint-Pierre de Rome[8].

## Réalisations

### Asie

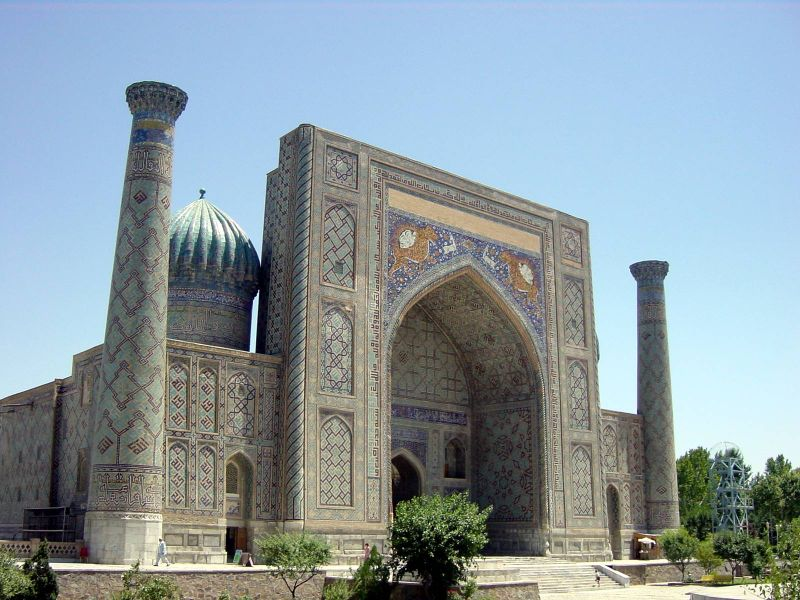
Médersa Cher-Dor à Samarcande

- 1619-1635/1636  : construction de la médersa Cher-Dor (la porte des Lions) à Samarcande[9].
- 1620-avant 1658 : construction de la villa impériale de Katsura, à Kyôto[10], un des exemples les plus connus de l'architecture sukiya-zukuri au Japon.

- 1622-1628 : Nûr Jahân, épouse de Jahangir fait construire pour son père Itimâd ud-Daulâ un mausolée à Âgrâ[11].
- 1624 : reconstruction du temple de Beopjusa en Corée, un temple bouddhiste datant de 553, détruit par les Japonais en 1592[12].

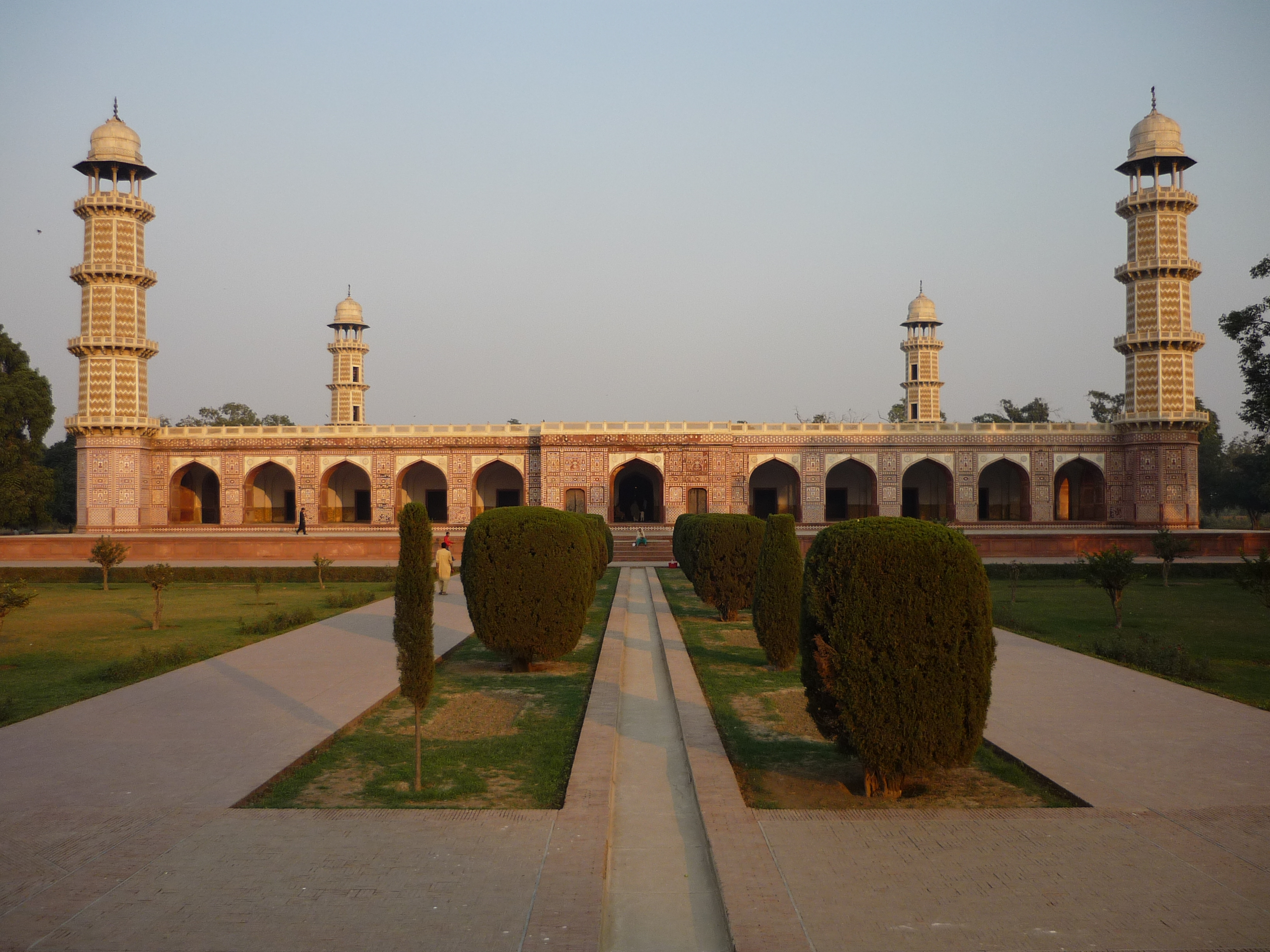
Mausolée de Jahangir

- 1628 : début de la construction du mausolée de Jahângîr à Shahdara Bagh (en) près de Lahore[13].
- 1629-1631 : construction du Dzong Simtokha, monastère bouddhiste au Bhoutan[14].

### Europe
- 1619-1622 : construction de la maison des Banquets à Whitehall dessinée par l'architecte Inigo Jones[15].
- 1619-1627 :  reconstruction du Muchalls Castle (en) en Écosse par Alexander (en) et Thomas Burnett of Leys (en)[16].
- 1619–1640 : construction de la bourse de Copenhague (Børsen)[17].

- 1623 : 
  - le roi Louis XIII fait bâtir un pavillon de chasse en briques, pierres et ardoises à Versailles, à la place de l'actuelle cour de marbre[18].
  - la reconstruction du château de Baronville est achevée[19].
- 1623-1624 : Wallenstein fait entreprendre de grands travaux édilitaires à Jičín et à Prague où il fait construire le Palais Wallenstein[20].
- 1623-1627 : Queen's Chapel (en), attenante au  palais Saint James, est construite par Inigo Jones à Londres pour servir de chapelle privée catholique à l'infante Marie-Anne d'Autriche[21].

- 1624-1626 : Le Bernin réalise la façade de l’église Santa Bibiana ; en 1624, il commence le baldaquin en bronze de Saint-Pierre de Rome[22].
- 1624-1627 : construction de l'Église de pèlerinage de Mariahilf à Passau[23].
- 1624-1628 :  construction du palais Cardinal (futur Palais-Royal) à Paris par Jacques Lemercier[24].

- 1625-1630 : construction de l'hôtel de Sully à Paris sur les plans de Jean Androuet du Cerceau pour le financier Mesme Gallet[25].
- 25 février 1626 : consécration de l’église Saint-Étienne-du-Mont, commencée en 1492[26].

- 1626 : Giovanni Battista Soria réalise la façade de l'église Santa Maria della Vittoria de Rome[27].
- 1626-1685  : construction de l’église Saint-Ignace-de-Loyola à Rome, dessinée par l'architecte jésuite Orazio Grassi[28].

- 1628 : construction de l'arc de triomphe de San Lazzaro à Parme par Battista Magnani[29].
- 1628-1633 : construction du Palazzo Barberini à Rome sous la direction de Carlo Maderno, Francesco Borromini et Gian Lorenzo Bernini[30].
- 1628-1659 : construction de l'hôpital de George Heriot à Édimbourg[31].

## Publications
- 1623 : Pierre Le Muet publie Manière de bien bastir pour toutes sortes de personnes .
- 1626 : Louis Savot (la) publie Architecture françoise .

## Naissances
- 1620 : Jean de La Vallée († 12 mars 1696)
- 1623 : François Le Vau († 1676), frère de Louis Le Vau.
- 7 janvier 1624 : Guarino Guarini († 6 mars 1683)

## Décès
- 9 décembre 1626 : Salomon de Brosse (° 1571)
- 30 janvier 1629 : Carlo Maderno (° 1556)